# Merochlorops perplexus
Merochlorops perplexus är en tvåvingeart som först beskrevs av Becker 1913.  Merochlorops perplexus ingår i släktet Merochlorops och familjen fritflugor. Inga underarter finns listade i Catalogue of Life.